# Jerago con Orago
Jerago con Orago (lombardul: Ieragh cont Oragh) település Olaszországban, Varese megyében. Lakosainak száma 5227 fő (2023. január 1.). Jerago con Orago Albizzate, Cavaria con Premezzo, Solbiate Arno, Sumirago, Besnate és Oggiona con Santo Stefano községekkel határos.

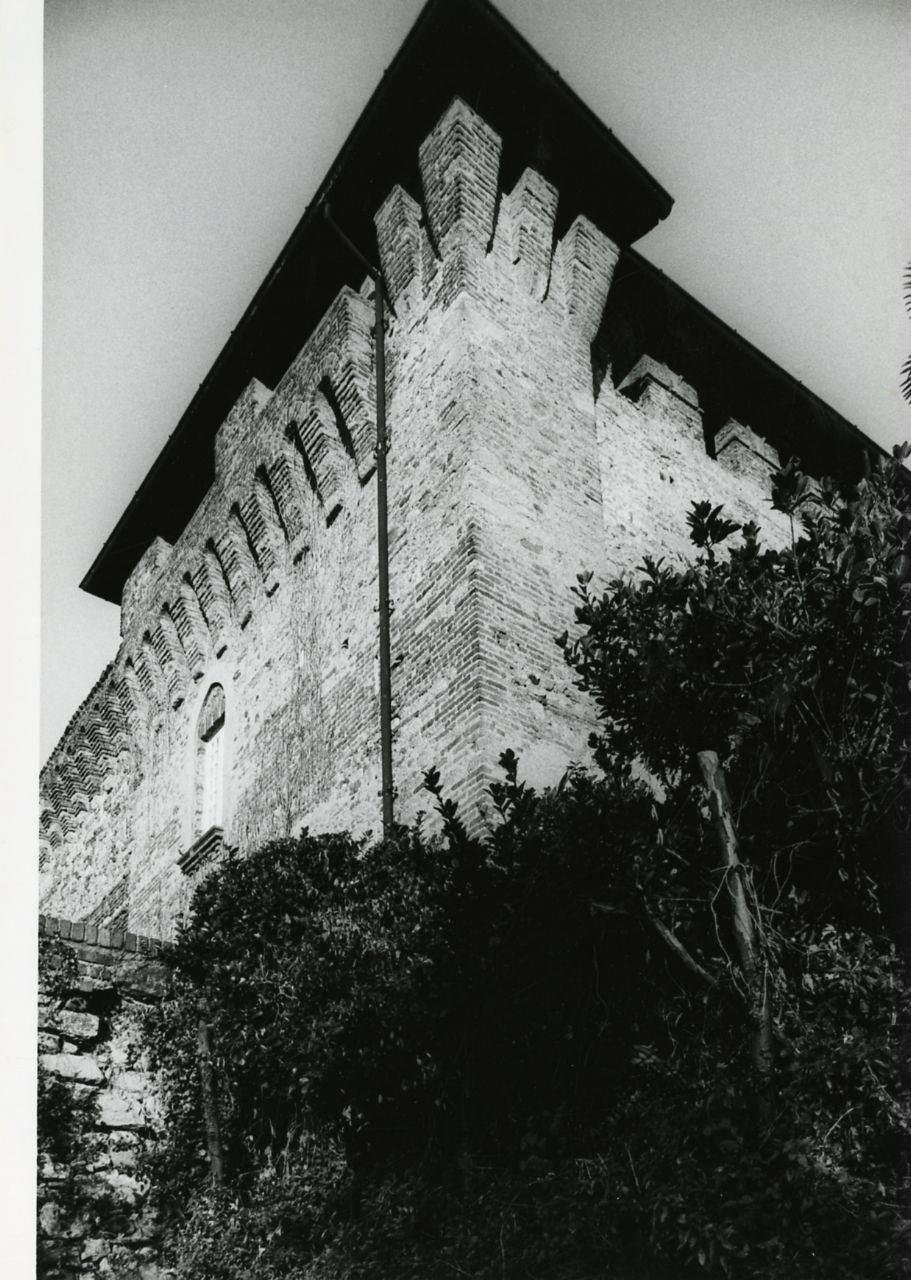
Jerago, 1980 (Paolo Monti)

## Népesség
A település népességének változása:
| Lakosok száma | 5155 | 5140 | 5227 |
|               | 2017 | 2018 | 2023 |